# Villalbilla
Villalbilla er en by og kommune i det centrale Spanien i Madrid-regionen. Den har et indbyggertal på 18.000 (2024) indbyggere.